# Проспер Меріме
Проспер Меріме (англ. Prosper Mérimée; 28 вересня 1803, Париж, Франція — 23 вересня 1870) — французький драматург, новеліст, історик, етнограф і романіст, сенатор (1853). Одним із найвідоміших його творів є новела «Кармен», на основі якої Жорж Бізе написав однойменну оперу.

## Біографія
Проспер Меріме народився 28 вересня 1803 р. у Парижі. Його батько був художником. Мистецьки обдарованою була і мати письменника. У 1823 році закінчив правознавчий факультет, але юриспруденція цікавила його мало. За світоглядом близький ідеям Просвітництва. Протягом усього життя Меріме був аналітиком. Байдуже сприймав усі революції у Франції, свідком яких був, суспільні проблеми майже не відбилися в його творчості. Замість цього він сконцентрував свою увагу на вивченні мистецтва, духовної культури, історії та літератури.
Протягом 40 — 50 років написав низку праць з історії Стародавнього Риму, Росії та України (зокрема, трактати про історію запорізького козацтва та про Богдана Хмельницького), статті про іспанську та російську літератури, перекладав Пушкіна і Гоголя. У 1844 році його було обрано членом Французької академії, а потім академії написів і літератури (фр. Académie des inscriptions et belles-lettres).

## Творчість
Творчість Меріме збігається з періодом взаємодії в літературі романтизму та реалізму. З одного боку, письменник залишається в колі ідей, тем та образів романтизму, з іншого — дивиться на них з відстані та підриває романтичний світогляд зсередини.
Новела була улюбленою формою творчості Меріме. У 1833 р. Меріме опублікував книгу «Мозаїка». Найвідоміші новели були створені в період з 1834 по 1845 роки.
Всесвітня слава новели «Кармен» (написаної 1845 р.) почалася в 1875 році, коли Ж. Бізе поставив однойменну оперу, яка з тріумфом продовжує своє життя на всіх оперних сценах світу. Задум новели виник під час подорожі Меріме до Іспанії в 1830 році. Там він зустрів прототип жіночого образу — циганку Карменсіту. Перш ніж розпочати твір, письменник здійснив велику дослідницьку роботу. Він вивчав наукові праці про циган, мову цього народу. Усі ці зусилля мали на меті забезпечити правдивість «місцевого колориту» та іспанського характеру, який зображений у новелі. У цьому виявляється подвійне ставлення Меріме до романтичних тем — він не відмовляється від них, але критично їх перевіряє.

## Меріме й Україна
Проспер Меріме виявляв великий інтерес до визвольної війни українського народу, займаючись насамперед історією запорозького козацтва, а також її популяризацією в провідних французьких виданнях, як-от «Огляд двох світів» («Revue des Deux Mondes»), «Всесвітній порадник» («Moniteur universel») тощо. Називав українських козаків «історичним народом», а Запорозьку Січ — «республікою запорожців». Аби підкреслити пріоритет своїх українознавчих уподобань, іменував себе «козаком». Публікації Меріме стали підсумковими у французькій історіографії України за два попередні століття.
Звичаї, побут, військова діяльність українських козаків відтворив у своїй п'єсі «Перші кроки авантюрника» (1852). Важливу віху в наукових розробках Меріме позначила праця «Козаки України та їхні останні гетьмани» (Les Cosaques d'Ukraine et leurs derniers atamans) (1854), в якій висвітлено суспільний устрій запорожців, їх роль в історії України, Росії й Польщі, діяльність Богдана Хмельницького та Івана Мазепи.
Згодом 1863 року Меріме опублікував спочатку у часописі «Журнал учених» («Journal des Savants»), а потім у 1865 році у книзі «Козаки минувшини» («Les Cosaques d'autrefois») есе «Богдан Хмельницький» (Bogdan Chmielnicki), написаний переважно на матеріалах однойменної монографії Миколи Костомарова. Високо оцінюючи в ній політичний і військовий талант гетьмана, Меріме поставив у заслугу «цьому великому мужу» те, що він «зумів затримати Україну вільною від іноземного ярма впродовж десяти років». Після згаданого перевидання есе про Хмельницького у книзі «Козаки минувшини», 1869 року Сенат Франції навіть розглянув петицію про запровадження вивчення української історії у французьких школах.
Меріме володів українською мовою, приятелював з Марком Вовчком та навіть робив спроби перекладу її творів, зокрема оповідання «Козачка».

## Твори
Повісті та новели
- 1829: «Таманг» (Tamango), новела
- 1829: «Взяття редуту» (L'Enlèvement de la redoute), оповідання
- 1829: «Матео Фальконе» (Mateo Falcone), новела
- 1830: " Етруська ваза "(Le vase étrusque), новела
- 1830: «Партія в трик-трак» (La partie de trictrac), новела
- 1833: "Подвійна помилка "(La double méprise), новела
- 1834: «Душі чистилища» (Les Âmes du Purgatoire), новела
- 1837: «Ілльська Венера» (La Vénus d'Ille), новела
- 1840: «Коломба» (Colomba), повість
- 1844: «Арсен Гільйо» (Arsène Guillot), новела
- 1845: «Кармен» (Carmen), новела
- 1866: «Синя кімната» (Chambre bleue), новела
- 1869: "Локіс "(Lokis), повість
- 1870: «Джуман» (Djoûmane), новела

П'єси
- 1825: «Театр Клари Газуль» (Théâtre de Clara Gazul), збірка п'єс
- 1828: «Жакерія» (La Jacquerie), історична драма-хроніка
- 1833: «Незадоволені» (Les Mcontents), п'єса
- «Два спадщини або Дон-Кіхот» (Les deux héritages ou Don Quichotte), комедія

Критика
- Статті про Миколу Гоголя (1852), Олександра Пушкіна (1868), Івана Тургєнєва (1868)

Переклади з російської
- La Dame de pique (Пікова Дама, «Пиковая дама»), Les Bohémiens (Цигани, «Цыганы»), Le Hussard (Гусар, «Гусар») (1852), Le Coup de pistolet Постріл («Выстрел») (1856), Олександра Пушкіна.
- L'Inspecteur général (Ревізор, «Ревизор») (1853) Миколи Гоголя.
- Apparitions ('Примара, «Призраки») (1866), а також Le Juif (1869), Pétouchkof (1869), Le Chien (1869), Étrange histoire Івана Тургєнєва.

Інше
- «Гуслі» (Guzla)
- «Хроніка царювання Карла IX» (Chronique du rеgne de Charles IX)
- «Записки про подорож по півдню Франції» (Notes d'un voyage dans le Midi de France)
- «Етюд про релігійну архітектуру» (Essai sur l'architecture religieuse)
- «Богдан Хмельницький», есе (Bogdan Chmielnicki) 1863[15]
- «Українські козаки та їх останні гетьмани» (Les Cosaques de l'Ukraine et leurs derniers attamans) 1865
- Les Cosaques d'autrefois 1865

## Переклади українською
Твори Меріме перекладали українською М. Константинопольський, Валер'ян Підмогильний, Іван Рильський, М. Рудницький, С. Буда, М. Терещенко, Ярема Кравець, Н. Гордієнко-Андріанова, Борис Ткаченко тощо.
Новелу «Взяття редуту» вважають найбільш перекладуваним українською мовою твором Проспера Меріме. Її перші українські інтерпретації майже одночасно вийшли в кінці 90-х рр. ХІХ ст. у західноєвропейських періодичних виданнях «Народна часопись» і «Буковина». Українські перекладачі повернулися до неї у двадцятих роках ХХ ст., друкуючи свої інтерпретації в альманасі «Золоті ворота» (Берлін, 1924 р.), на сторінках
газети «Молода Україна» тощо. Останнє довоєнне українське прочитання цього твору бачимо 1940 р. у т. 1 запланованого, але не реалізованого через воєнні події двотомника Проспера Меріме. Не оминули її окремі повоєнні добірки новел французького письменника, а також однотомник «Проспер Меріме. Богдан Хмельницький. Роман, історичний нарис, новели» (Харків, «Фоліо», 2004 р.), використавши переклад С. Буди зі згаданого
вже видання 1940 р. В українських перекладах назва новели звучала по-різному — від «Взяття редуту», «Взятє редути», «Редута взята», «Добуття редути», «Здобуттє редути» до останнього «Здобуття редуту» у харківському виданні.
- Проспер Меріме. Коломба. Переклад з французької: ?. Київ: Книгоспілка, 1927. 147 стор.
- Проспер Меріме. Кармен і инші оповідання / Переклад з французької мови і передмова Михайла Рудницького. — Стрий: Вид-во «Гориквіт», 1926. — 154 с. — XVIII, 153 с. — (Бібліотека перекладних архитворів «Гориквіт»; Серія 1; Кн. 1).
- (за романом Проспера Меріме) Кармен: опера на 4 дії. музика Жоржа Бізе; текст Мельяка Галеві. Переклад з французької: Микола Вороний. Харків: Рух. 1930. 68 с. — (Театральна бібліотека ; № 85)
- Проспер Меріме. Кармен. Переклад з французької: Борис Ткаченко. Харків: Держвидав України, 1930. 93 стор.
- Проспер Меріме. Хроніка з часів Карла IX. Переклад з французької: ?. Харків-Київ: Книгоспілка, 1930. 160 стор.
- Проспер Меріме. Блакитна кімната та інші оповідання. Переклад з французької: Василь Софронів (Левицький). Львів: Діло, 1932 (1933). (завантажити [Архівовано 31 травня 2016 у Wayback Machine.])
- Проспер Меріме. Жакерія (Сцени з феодального життя). Переклад з французької: ?. Харків-Одеса: Дитвидав ЦК ЛКСМУ. 1936. 174 стор.
- Проспер Меріме. Карета святих дарів, 1958. — 48 с.[18]
- Проспер Меріме. Твори у 2-ох томах. Том 1 (Мозаіка. Етруська ваза. Партія в триктрак. Листи з Іспанії. Подвійна помилка). Переклад з французької: Сергій Буда. Київ: Держлітвидав, 1940. 368 стор. (примітка: вийшов лише 1-ий том)
- Проспер Меріме. Жінка-диявол, або Спокуса святого Антонія. Переклад з французької: ?. Київ: ?, 1957
- Проспер Меріме. Карета святих дарів. Переклад з французької: ?. Київ: ?, 1958
- Проспер Меріме. Випадок: комедія на 1 дію. Переклад з французької: ?. Київ: Держлітвидав України, 1959. 45 с
- Проспер Меріме. Рай і пекло. Переклад з французької: ?. Київ: ?, 1959
- Проспер Меріме. Таманго. Переклад з французької: ?. Львів: Каменяр, 1966. 91 стор.
- Проспер Меріме. Українські козаки та їхні останні гетьмани / Переклав Ярема Кравець // Всесвіт. – 1989. – № 12. – С. 116-128.
- Гійом Левассер Боплан. Опис України. Проспер Меріме. Українські козаки та їхні останні гетьмани. Богдан Хмельницький. Переклад з французької: Ярема Кравець. Львів: Каменяр, 1990. — 304 с. : іл. ISBN 5-7745-0300-3
- Проспер Меріме. Українські козаки та їхні останні гетьмани. — Київ, Бібліотека українця, 1998. ISBN
- Проспер Меріме. «Кармен» (новела). Переклад з французької: Михайло Москаленко, Всесвіт, 2003, № 5—6.
- Проспер Меріме. Богдан Хмельницький. Переклад з французької: С. Буда, Я. Кравець та ін.; передмова та примітки: Н. М. Горяча; коментарі: Є. В. Вдовіченко; ілюстрації: Б. П. Бублик. Харків: Фоліо, 2004. 512 с. ISBN 966-03-2526-6

Хроніка з часів Карла ІХ (Переклад з французької: С. Буда; с. 19-194)
Богдан Хмельницький (Переклад з французької: Я. Кравець; с. 195—324)
Новели: Матео Фальконе; Здобуття редуту; Таманго; Перлина Толедо; Етруська ваза; Партія в триктрак; Подвійна помилка; Кармен (Переклад з французької: ?; с. 325—447)
- Проспер Меріме. Хроніка з часів Карла IX. Переклад з французької: Сергій Буда. Львів: Бузок, Редакційні системи. 2015. 192 с. (Бузок. Бібліотека українця. Золота колекція ; № 4/15)
- Проспер Меріме. Кармен, Коломба (новели). Переклад з французької: Борис Ткаченко (Кармен), Валер'ян Підмогильний (Коломба). Київ: Знання. 2015. 223 с. (Скарби) ISBN 978-617-07-0340-8 (палітурка). — ISBN 978-617-07-0339-2 (м'яка обкладинка)
- Проспер Меріме. Богдан Хмельницький (1863). Історичне есе читає [Архівовано 11 січня 2021 у Wayback Machine.] Борис Лобода. Переклад Яреми Кравця. Ч.1 — архів передачі «Аудіокнижка» за 03.08.2020 на «UA:Радіо Культура», (MP3 у якості 96k) [Архівовано 4 серпня 2020 у Wayback Machine.]
- Проспер Меріме. Українські козаки та їхні останні гетьмани. Читає [Архівовано 12 січня 2021 у Wayback Machine.] Борис Лобода. Переклад Яреми Кравця. Ч.1 — архів передачі «Аудіокнижка» за 08.10.2020 на «UA:Радіо Культура», (MP3 у якості 96k) [Архівовано 9 жовтня 2020 у Wayback Machine.]